# الحزب الجمهوري الديمقراطي الفيدرالي
الحزب الجمهوري الديمقراطي الفيدرالي ((بالإسبانية: Partido Republicano Democrático Federal)‏, PRDF) هو حزب سياسي إسباني سابق، وهو حزب سياسي إسباني اسس سنة 1868 خلال الثورة المجيدة واستمر نشطا حتى سنة 1912. وأيديولوجيته كانت جمهورية فيدرالية تقدمية.

## التاريخ
في سنة 1868 أسس كلا من الجناح اليساري والجناح الجمهوري الفيدرالي من الحزب الديمقراطي كتلة ديمقراطيي الجمهورية الفيدرالية لتحقيق جمهورية اتحادية ديمقراطية وعلمانية في إسبانيا.
كان هذا الحزب هو الحزب الحاكم خلال الجمهورية الإسبانية الأولى (1873-1874)، لكنه فشل في تحقيق هدفه المتمثل في توطيد الشكل الجمهوري للحكومة وإنشاء الفيدرالية. وبعد سقوط الجمهورية الأولى أصبح الحزب صغيرا، إلا أنه حافظ على بعض النفوذ في الحركة الجمهورية بعد عودة البوربون إلى إسبانيا.